# Старолукьяновка
Старолукьяновка (укр. Старолук'янівка) — село в Константиновской сельской общине Каховского района Херсонской области Украины.
Население по переписи 2001 года составляло 261 человек. Почтовый индекс — 74641. Телефонный код — 5544. Код КОАТУУ — 6522685004.